# 鉄拳無敵孫中山
鉄拳無敵孫中山（てっけんむてきそんちゅうざん）は、台湾を中心とした中国語圏のインターネット上で集団創作された作品、およびその登場人物。中華民国建国の父である孫文（孫中山）をはじめとする中国近現代の歴史上の人物を武闘家（武侠）とし、武侠小説あるいは武侠漫画風に仕立てた作品である。
もともとは1990年代初頭に香港のコメディ映画でネタとして使われたものであったが、2000年代初頭に台湾でインターネット上のパロディ文化（KUSO文化、惡搞文化）の題材となって流行した。

## 発端：香港のコメディ映画
「鉄拳無敵孫中山」創作ムーブメントの源流は、1992年正月に公開された香港のコメディ映画『ハッピー・ブラザー』（原題：家有囍事、高志森（クリフトン・コウ）監督）に求められる。周星馳（チャウ・シンチー）演じる男が、パンツ一枚でいるところに訪れた張曼玉（マギー・チャン）演じる恋人に対して、「自分は映画『醉拳甘迺迪（酔拳ケネディ）』のコスプレをしている」とごまかす場面があり、さらに「『醉拳甘迺迪』は『南拳北腿孫中山』の続編である」と説明している。
1993年、譚詠麟（アラン・タム）らの人気バンド・ウィナーズ（溫拿樂隊）は、結成20周年を記念してコメディ映画『廣東五虎之鐵拳無敵孫中山』（李力持（リー・リクチー）監督）を撮影した。第二革命の時期を設定年代とし、漢奸「袁四爺」と日本人によって捕えられた孫中山の救出を、ウィナーズのメンバー演じる「五虎」が依頼され、「五虎」が「袁四爺」邸に乗り込む、という筋立てである。しかし「五虎」は密書の読み違いから「鉄拳無敵孫中山」という武闘家を倒す依頼と勘違いしており、また孫文は武侠ではない。低予算でつくられたこの映画そのものは興行的に振るわなかったが、インパクトのあるタイトルは話題となり、のちの創作ムーブメントに流用された。

## 香港漫画からパロディへ
「鉄拳無敵孫中山」という言葉が香港であらわれたころ、台湾では香港漫画がブームを迎え、盛んに読まれていた。1993年から書き継がれた黄玉郎と玉皇朝グループの『天子傳奇』シリーズもその一つである。『天子傳奇』は、中国歴代王朝の創立者たちが「天子」としてたぐいまれなる武術を身につけ天下を平定した、という世界観に基づく武侠ものの長編歴史ファンタジーで、第一部では周の武王を、第二部では秦の始皇帝を、第三部では前漢の高祖劉邦を描いている。
2000年、唐の太宗李世民を描く第四部「大唐威龍」に突入すると、さまざまな討論や考察が行われた。その中で人気のあった話題が、もしも熱血武侠漫画である『天子傳奇』の舞台が民国初年に至ったら、「近代」をどのように描くのだろうか、という点であった。学生たちは教科書の中から辛亥革命の関連人物を拾い上げて『天子傳奇』のパロディを創作するようになった。
かつての台湾の大学入試では「三民主義」が必修科目であったが、学生の中には教科書に載っている用語を巧妙に武術に置き換える者もあった。たとえば、「三民主義」（民権、民主、民生）をパロディとした「三明主義」（明拳＝攻撃、明足＝軽功、明身＝内功）、「五権憲法」（行政権、立法権、司法権、考試権、監察権）をパロディにした「五拳憲法」（行正拳、靂法拳、絲髮拳、烤世拳、奸鍘拳）といったものである。
創作の発展の過程で、「鉄拳無敵孫中山」のほか「再世覇王袁世凱」「天魔共残毛沢東」「穿林北腿蔣中正」の「清末民初四大高手」をはじめ、近現代の歴史人物が織り成す武侠物語が生み出されていった。「鉄拳無敵孫中山」の形態は小説、漫画など多岐にわたり、掲示板で物語がつづられると共に、各地に転載されて広まっていった。

## インターネットから漫画へ
台湾における香港漫画ブームは数年で退潮し、「鉄拳無敵孫中山」も下火となった。
2007年、黄玉郎の玉皇朝グループから『神兵玄奇』シリーズの新刊『神兵玄奇F』（原作：鍾英偉）が発行された。第一回では、白い中山装を身にまとった「鉄拳無敵孫中山」がロンドンの清国駐英公使館に登場して清国兵を打ち倒すという、かつてネット上に投稿された漫画を思わせる場面があり、話題となった。